# Pantopipetta weberi
Pantopipetta weberi là một loài nhện biển trong họ Austrodecidae. Loài này thuộc chi Pantopipetta. Pantopipetta weberi được miêu tả khoa học năm 1904 bởi Loman.